# Nikolai von Koslowski

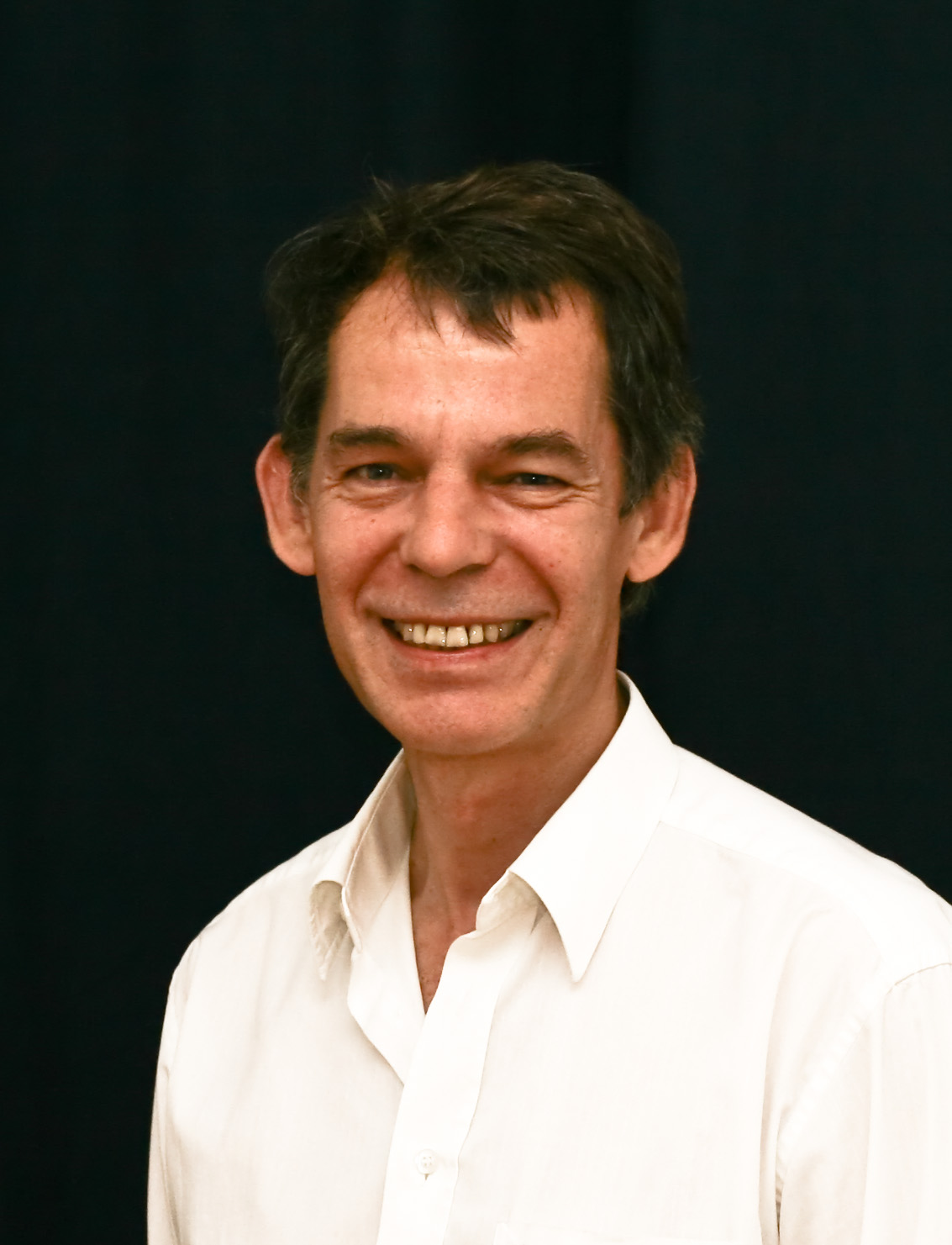
Nikolai von Koslowski, 2007

Nikolai von Koslowski (* 3. Februar 1958 in Esslingen) ist ein deutscher Hörfunkregisseur und -journalist. Seine Produktionen erhielten zahlreiche Auszeichnungen, unter anderem den Robert-Geisendörfer-Preis mehrerer Jahre seit 1999. Das unter seiner Regie entstandene Feature „Die Stammheim-Bänder“ bekam 2009 den Deutschen Hörbuchpreis.
Sein Regiestil zeichnet sich durch Reduktion und Rhythmik aus. Viele Produktionen beziehen ihre Eleganz aus einer stark zurückgenommenen Sprecherhaltung der Schauspieler und dem kargen Einsatz von Musik und Geräuschen.

## Leben
Nikolai von Koslowski wuchs in Düsseldorf, Hannover und München auf. Er studierte an der LMU München Kommunikationswissenschaften und begann parallel dazu in den frühen 1980er Jahren, für die Jugendfunkredaktion des Bayerischen Rundfunks „Zündfunk“ zu arbeiten. Dort entwickelte er den für ihn später typischen Stil für Sprecherführung und Regie. Viele neue Konzepte des Zündfunks der 1980er Jahre gehen auf ihn zurück, unter anderem die Reihe „Blitzventil“. Dabei fuhr der Journalist Lorenz Schröter mit dem Fahrrad um die Welt und schickte regelmäßig Tagebuchberichte auf Tonbandkassetten ins Funkhaus, die Koslowski dann radiophon aufbereitete. Auch die erste Computersendung in der ARD, „Bit, byte, gebissen“ (BR 1983), war von Koslowskis Idee. Aus ihr entstand wenig später unter dem gleichen Titel ein wöchentliches Magazin über Computer für junge Hörer.
1988 zog er nach Berlin und begann für den Sender Freies Berlin (SFB) im Umfeld von Peter Leonhard Braun zu arbeiten. Aus seiner Affinität zu historischen Originaltönen entstand im Jahr 2000 die später in der ARD mehrfach wiederholte 100-teilige Reihe „Moments of History - Komposition der Erinnerung“, deren Autor und Produzent er war. Die Serie stellte aus collagierten Archivtönen ohne jegliche Zwischentexte innerhalb von drei bis vier Minuten ein akustisches Bild des jeweiligen Jahrs her.
Ab da nahm Nikolai von Koslowskis Beschäftigung als Regisseur der Feature-Redaktion im SFB (später RBB) stark zu. Heute produziert er Features, Dokumentationen und immer wieder auch Hörspiele – für alle ARD-Anstalten sowie das Deutschlandradio. 2012/2013 war er Coach der EBU Master School on Radio features.
Nikolai von Koslowski lebt in Berlin.

## Werke als Regisseur

### Radiofeatures (Auswahl)
- 1999: Der Absturz. Eine Grenzerfahrung von Johannes Groschupf, NDR. Geisendörfer-Preis
- 2001: Papa holt euch nach Hause (Internationale Kindesentführung) von Detlef Michelers (SFB-ORB/NDR/RB/WDR/SR/BR/HR)
- 2002: Nicht schuldig. Kriegsverbrecher aus dem ehemaligen Jugoslawien vor dem Internationalen Gerichtshof in Den Haag von Slavenka Drakulic, SFB/ORB. Geisendörfer-Preis
- 2005: So Long, Marianne von Karl Hesthamar (Norsk Rikskringkasting/WDR)
- 2006: Na sdorowje (Die Russen und ihr Wodka) von Günter Kotte (MDR)
- 2007: Das blaue Gold der Guarini. Kampf ums Wasser in Südamerika von Karl-Ludolf Hübener, WDR/DLF. Medienpreis Entwicklungspolitik 2008
- 2007: Der konkrete Schrecken des Krieges. Die Bundeswehr und der Tod von Udo Zindel, MDR. Geisendörfer-Preis
- 2008: La Sehnsucht. Franzosen in Berlin von Clarisse Cossais, SWR. Deutsch-Französischer Journalistenpreis 2009
- 2009: Werd´ ich mit Singen Deutsch? von Inge Braun und Helmut Huber, DLR/RBB/NDR. Deutscher Sozial Preis und Civis Preis 2010
- 2009: Die Stammheim-Bänder von Maximilian Schönherr, WDR. Deutscher Hörbuchpreis
- 2009: Koma-Kicks. Erkundungen unter jungen Kampftrinkern von Tom Schimmeck. Preis Bremer Hörkino und Deutscher Sozialpreis
- 2010: Bonga Boys. Global Village Stories von Martina Schulte, WDR. Deutscher Radiopreis
- 2010: Verbrannt in Polizeizelle Nr. 5. Der Tod des Asylbewerbers Oury Jalloh in Dessau von Margot Overath, MDR/NDR/DLF. Geisendörfer-Preis, Regino-Preis 2011 und Marler Medienpreis Menschenrechte (Amnesty International) 2012
- 2011: Eine unvernünftige Frau. Diane Wilson Fischerin von Gerit von Leitner, WDR. Juliane-Bartel-Preis 2011
- 2011: Fallbeil für Gänseblümchen (WDR). Featurepreis der Stiftung Radio Basel 2012, Deutscher Hörbuchpreis 2014
- 2012: Die Notenausgräber (Jascha Nemtsov und Josh Dolgin auf den Spuren jüdischer Musik) von Carsten Dippel (RBB)
- 2013: Verdächtiger #1.7. Chinas Künstler und Dissident Ai Weiwei von Peter Moritz Pickshaus (WDR)
- 2014: Die sieben Leben der Marina Abramovic – Oder: Der Körper als Kunstwerk von Nina Hellenkemper (FWDR/RBB/NDR)
- 2014: Oury Jalloh -die widersprüchlichen Wahrheiten eines Todesfalles von Margot Overath (MDR/WDR/NDR) Civis Ehrenpreis 2015, Deutscher Sozialpreis 2015
- 2014: Das sowjetische Trauma (Estland auf der Suche nach sich selbst) von Elke Pressler (WDR)
- 2015: Winston Churchill von Christian Buckard (RBB/DLF)
- 2015: Im Fadenkreuz von Gabriele Knetsch9 (BR/ARD-Radiofeature)
- 2015: Vier Schüsse in Missoula von Tom Schimmeck (NDR/Deutschlandradio Kultur) 1. RIAS Radiopreis 2016
- 2015: Silicon Blues – Im Hinterhof eines Mythos von Tom Schimmeck, SWR, Featurepreis der Stiftung Basel 2015
- 2016: Freiwillige Abschiebung von Johanna Bentz (SWR/ARD-Radiofeature) Diakonie-Preis 2017
- 2016: Der Preis der Heilung von Nikolaus Nützel (BR/ARD-Radiofeature) Publizistikpreis der GSK-Stiftung 2017
- 2016: Schöner neuer Wahn von Christian Alt und Christian Schiffer (BR/DLF) Robert Geisendörfer-Preis 2017
- 2016: Tatort Textilfabrik von Caspar Dohmen (SWR/ARD-Radiofeature)
- 2016: Der talentierte Mr. Vossen 10-teilige Radio- und Podcastserie von Christoph Heinzle (NDR)
- 2016: Die Frau, die sich Steve nannte – Flüchtlingskind, Computerpionierin, Dame des britischen Empires. Von Maximilian Schönherr (Feature – WDR)
- 2017: Bilas Weg in den Terror 5-teilige Radio- und Podcastserie von Philip Meinhold (NDR/RBB)
- 2017: Benno Ohnesorg – Chronik einer Hinrichtung von Margot Overath (RBB, NDR, BR)
- 2017: Tadeusz Visionen 10-teilige Radio- und Podcastserie von Jörg Tadeusz (RBB)
- 2017: Peter Handke und das Versprechen der Rockmusik von Oliver Kobold und Jochen Wobser (BR)
- 2019: 7-teilige Doku-Postcast „Die geheimen Depots von Buchenwald“ von Peter-Hugo Scholz (MDR)
- 2020: Oury Jalloh und die Toten des Polizeireviers Dessau, 5-teilige Feature-Reihe von Margot Overath (WDR)
- 2020: Halle, 9. Oktober – das Jahr danach von Duška Roth (MDR)

### Hörspiele
- 2003: Ist das Ihr Fahrrad, Mr. O'Brien? – Eine Hörspielcollage aus der Welt der Wissenschaft und des Suffs von Albrecht Behmel; Hörspiel des Monats September 2003
- 2012: Touristen, von Tom Peuckert, (Radio-Tatort #53 – RBB)
- 2013: Du bist tot von Wolfgang Zander, (Radio Tatort #65 – RBB)
- 2014: Autsystem von Tom Peukert (Radio-Tatort #78 – RBB)
- 2015: Seltene Erden von Wolfgang Zander (Radio-Tatort #90 – RBB)
- 2015: Das Verschwinden des Philip S. von Ulrike Edschmid (Hörspiel RBB)
- 2016: Traumhochzeit von Tom Peukert (Radio Tatort #99-RBB)
- 2017: Unantastbar von Wolfgang Zander (Radio Tatort #114 RBB)

## Preise
- 1992: Kurt-Magnus-Preis, Nachwuchspreis der ARD
- 2002: Robert-Geisendörfer-Preis (Regie, Hörfunk: Kriegsverbrecher aus dem ehemaligen Jugoslawien vor dem Internationalen Gerichtshof in Den Haag)
- 2007: Robert-Geisendörfer-Preis (Regie, Hörfunk: Der konkrete Schrecken des Krieges. Die Bundeswehr und der Tod )
- 2014: Robert-Geisendörfer-Preis (Regie, Hörfunk: Das Hacker-Syndrom)
- 2017: Robert-Geisendörfer-Preis (Regie, Hörfunk: Schöner neuer Wahn. Eine Verschwörungstheorie Marke Eigenbau)